# Cintrage à la vapeur

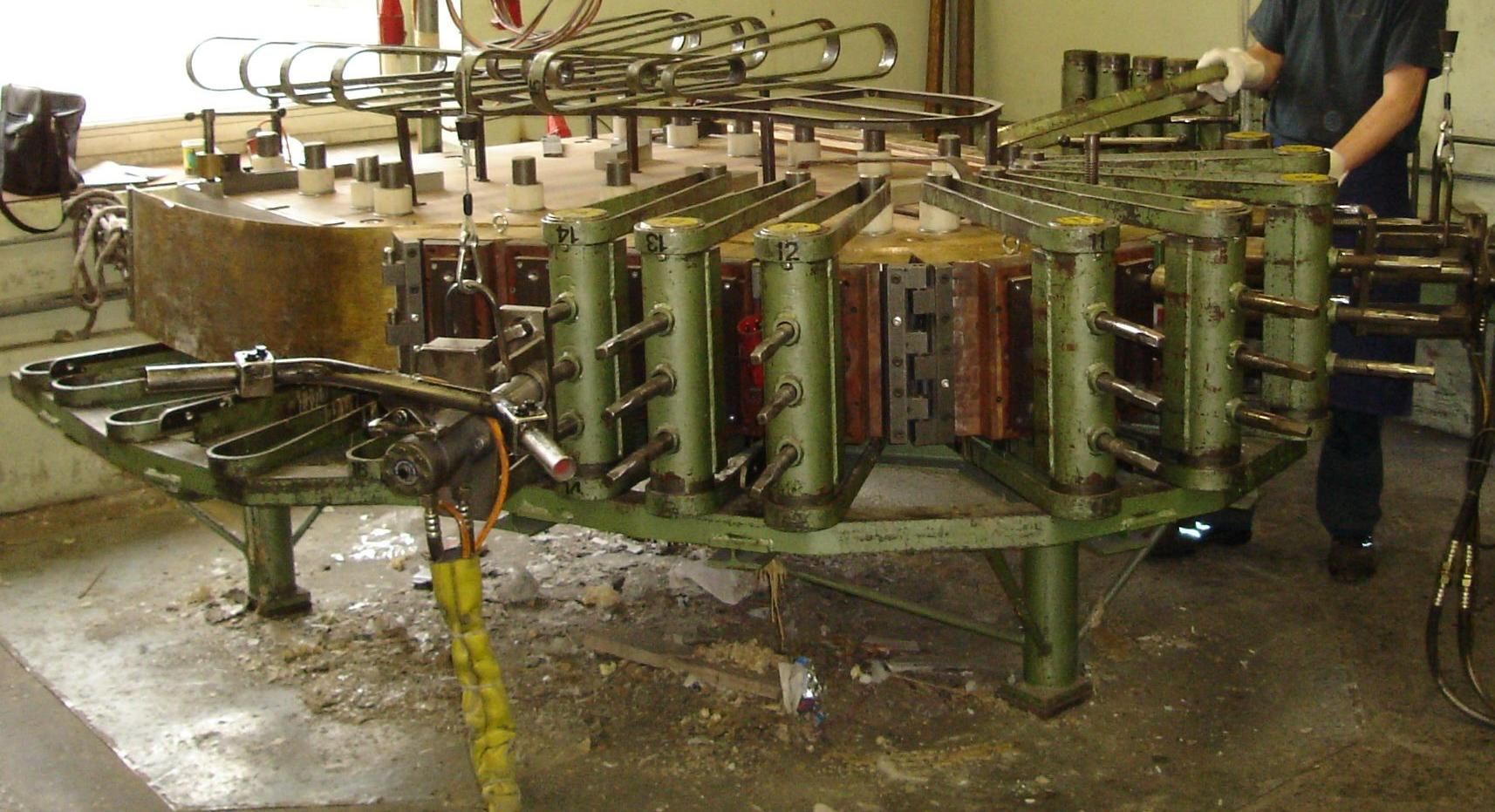
Ceinture de la caisse d'un piano en bois massif Steinway pressé après avoir été retiré de la boîte à vapeur.

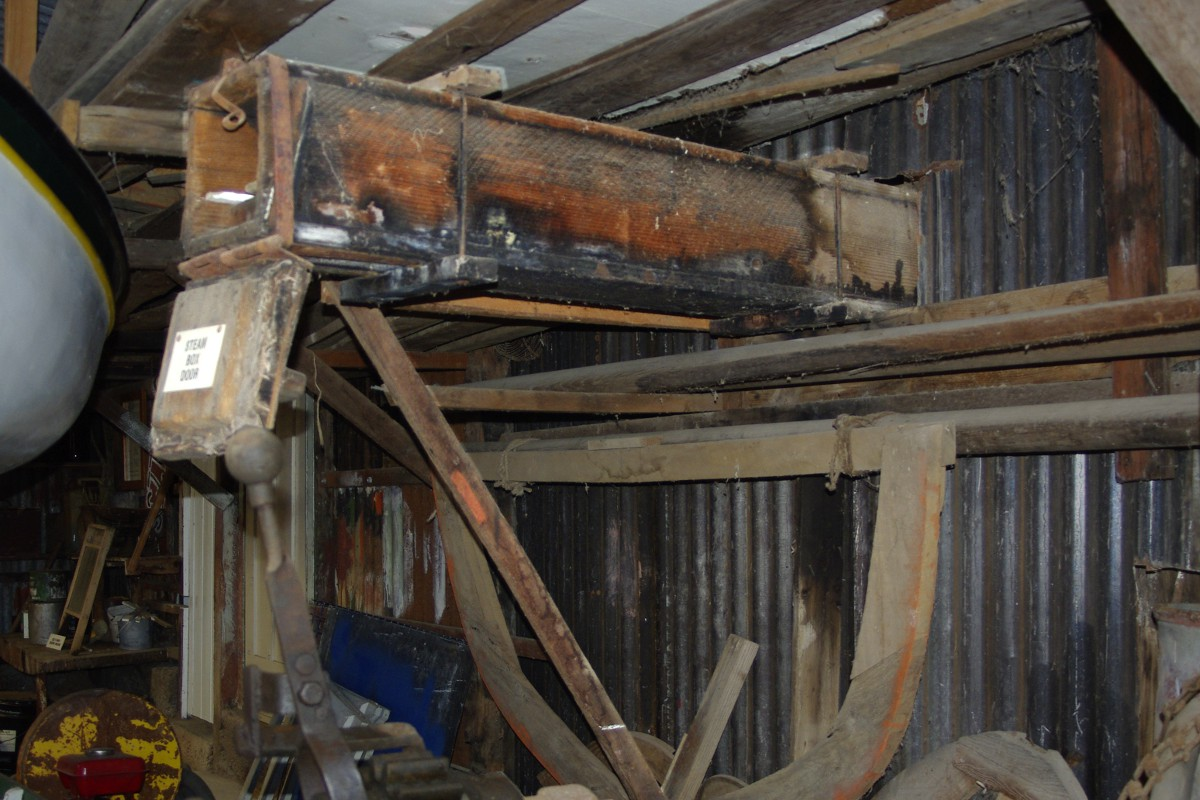
Caisson à vapeur autrefois utilisé dans la construction navale à l'Axel Stenross slipway, à Port Lincoln, en Australie du Sud

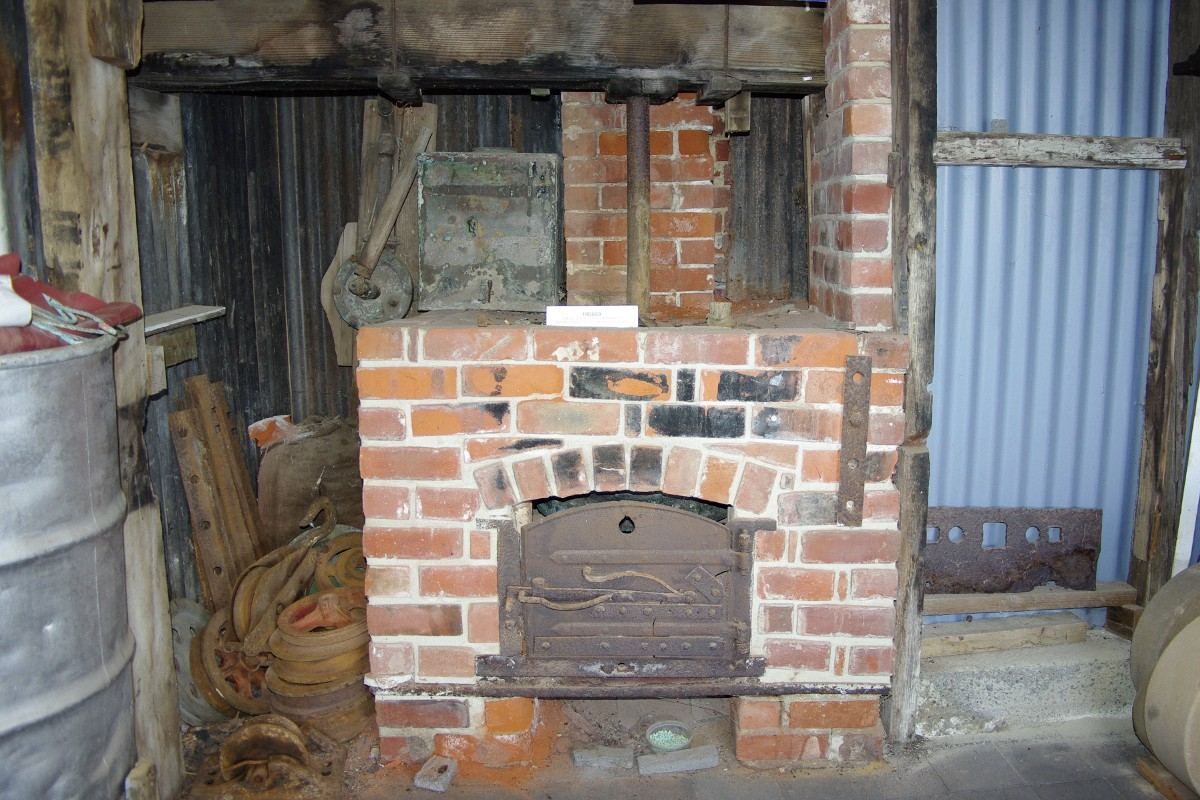
Four à vapeur à l'Axel Stenross slipway, Port Lincoln, Australie du Sud

Le cintrage à la vapeur est une technique de travail du bois où des bandes de bois sont chauffées à la vapeur à l'aide d'une étuve à vapeur. La chaleur et l'humidité appliquées rendent le bois suffisamment flexible pour pouvoir le plier facilement autour d'un gabarit pour créer une forme spécifique. Le processus de moulage est généralement effectué en serrant les bandes de bois sur une forme positive, les bandes de bois étant souvent renforcées à l'extérieur avec une bande métallique pour empêcher les éclatements.  La méthode a été utilisée dans la fabrication d'une gamme diversifiée de produits, quelques exemples étant en bois la construction de bateaux où il est utilisé dans la mise en forme des nervures de la coque et des bordages, la production des bâtons de crosse traditionnels, des instruments de musique tels que les violons et la fabrication de meubles en bois comme la chaise Windsor et une grande partie du travail de Michael Thonet.
Le cintrage à la vapeur est un processus traditionnel chargé d'histoire.  Il était à une époque une pratique essentielle, primordiale dans la production d’armes, d’outils et de navires, mais avec les progrès de la technologie, cette pratique est devenue moins courante.  Le cintrage à la vapeur est également une méthode de façonnage du bois à faible consommation d'énergie, écologique et économique.  Il n’a pas besoin de la dépense ou du temps de séchage des colles pour assembler plusieurs pièces de bois afin d’obtenir la forme souhaitée.  Le cintrage à la vapeur abandonne également de plus faibles quantités de déchets, puisqu’une pièce plus petite peut être cintrée, au lieu d'être taillée à la forme désirée hors d'une pièce d'échantillon plus grand rendant l’opération plus coûteuse.

## Processus
Le cintrage à la vapeur est limité dans le degré de courbure qu'il peut atteindre, en particulier pour le bois épais. En outre, toutes les espèces de bois à la vapeur ne se plient pas correctement.   Il affaiblit légèrement le bois et peut laisser des contraintes résiduelles pouvant provoquer des ruptures, des éclatements ou un retour élastique. 
Pour plier correctement une feuille ou une planche de bois, quelques techniques aideront.  La dureté du bois déterminera combien de temps il faudra pour tremper le bois dans l'eau.  Plus le bois est dur, plus il faut du temps pour le tremper complètement avant de pouvoir le plier et l'empêcher de reprendre sa forme initiale.  Les bois feuillus populaires sont le chêne, l’érable, le cerisier, le bouleau, le noyer, le frêne et le peuplier. Les résineux communs sont le pin, le sapin, l'épicéa, la pruche, le cèdre et le séquoia. 
Un moule en acier placé à l'arrière du bois lors du pliage à la chaleur peut aider à garantir que tous les plis et toutes les courbes sont réalisés conformément aux exigences du projet en cours.  Après avoir courbé le bois à la chaleur, le serrer dans un moule solide renforce les courbes réalisées pendant le séchage du bois, empêchant ainsi le bois de se redresser pendant le séchage.

## Étuve à vapeur
Une étuve à vapeur est un long récipient étanche utilisé pour étuver les planches de bois dans le but de les rendre flexibles.  Une fois étuvé puis fixé ou serré dans la position souhaitée et laissé séché, le bois tiendra la nouvelle forme.  Les étuves à vapeur permettent une utilisation beaucoup plus efficace du bois.  Au lieu de couper la forme désirée dans un échantillon de bois volumineux et plus coûteux et d'abandonner beaucoup de déchets qui doivent être éliminés, les caisses à vapeur permettent à un échantillon plus petit d'être courbé dans la forme générale et ainsi d'abandonner beaucoup moins de déchets.  Les étuves à vapeur permettent également au bois de plier au-delà de son point de rupture à sec, ce qui est utile pour créer des courbes extrêmes avec le bois.  Dans de nombreux cas, la pièce pliée est plus résistante qu’une pièce identique taillée dans un échantillon plus grand.  Le cintrage à la vapeur du bois permet au fil de suivre les courbures, ce qui le laisse solide là où une pièce coupée dans un échantillon plus gros se casserait entre des fils coupés ou des joints laminés. 
Les plus grandes étuves à vapeur sont utilisées dans la construction de bateaux pour plier les grandes planches de l'ossature de la coque.  Cependant, les plus petits sont utilisés dans la fabrication de divers articles de consommation, tels que des fauteuils à bascule, des instruments de musique et des cannes de marche.

## Bois cintré

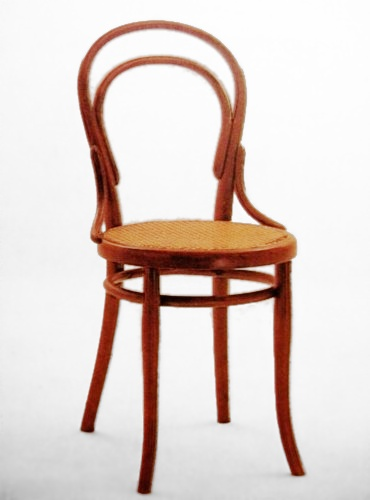
Chaise en bois cintré par Michael Thonet

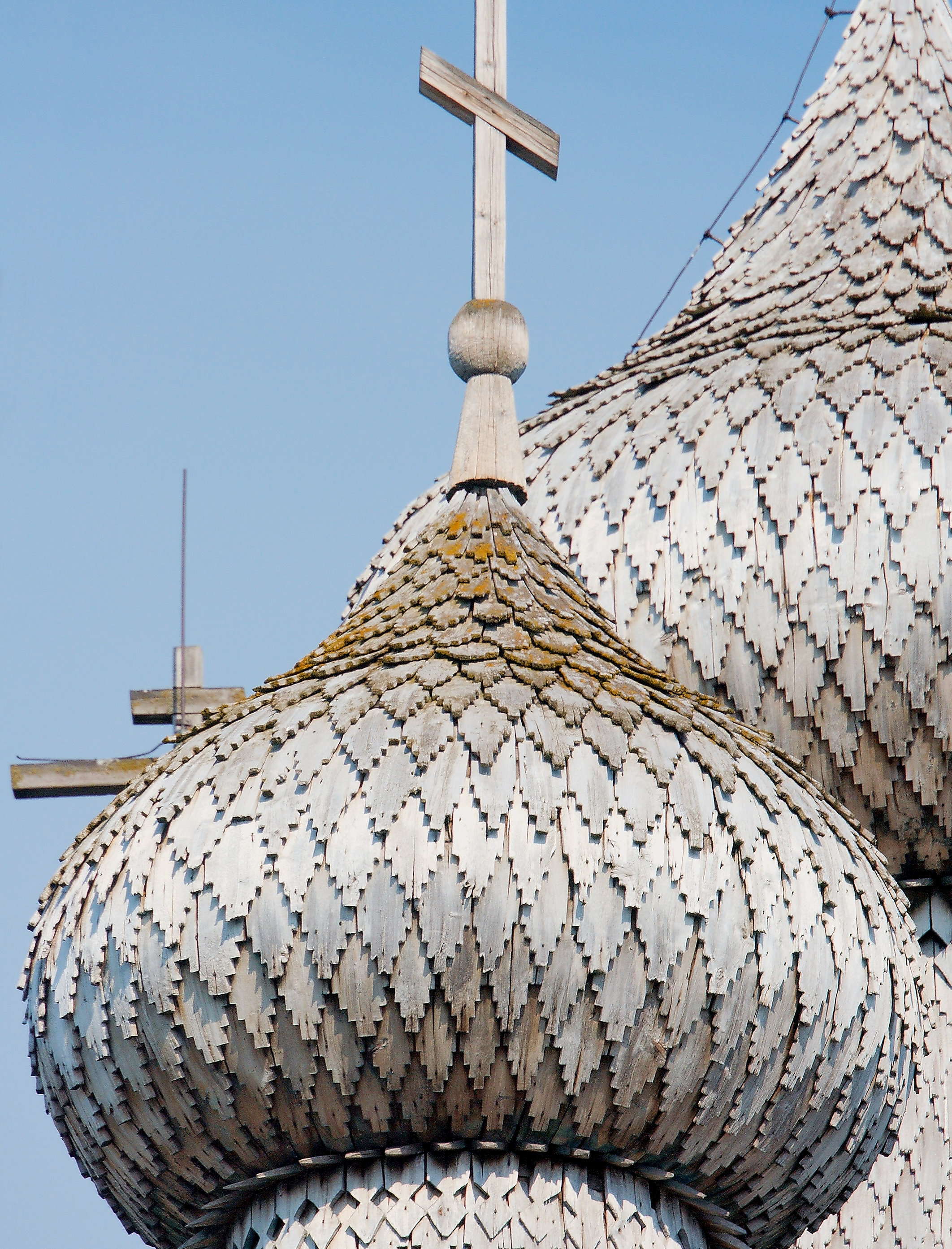
Les bardeaux du toit en bois de ce dôme en oignon ont été cintrés pour correspondre aux courbes du dôme. L'église se trouve dans une enceinte connue sous le nom de Kizhi Pogost.

Les objets en bois cintré sont ceux qui sont fabriqués en mouillant le bois (par trempage ou à la vapeur), puis en les pliant et en le laissant durcir pour former des formes et des motifs courbes.  Dans la fabrication de meubles, cette méthode est souvent utilisée dans la production de fauteuils à bascule, de chaises de café et d'autres meubles légers.  La chaise iconique N° 14 de Thonet est une conception bien connue basée sur la technique.  Ce procédé est largement utilisé pour la fabrication de meubles de tous types, en particulier les formes de sièges et de tables.  C'est également une technique populaire dans la production mondiale de meubles avec des cadres en grosse canne, généralement importés dans les magasins européens et occidentaux. 
Les boîtes en bois cintré sont un produit traditionnel fabriqué par les peuples des Premières nations de la côte ouest nord-américaine, notamment les Haïdas , les Gitxsan , les Tlingits , les Tsimshians , les Sugpiaq , les Unangax , les Yup'ik , les Inupiaq et les Salish du littoral.  Ces boîtes sont généralement fabriquées à partir d’un seul morceau de bois étuvé et plié pour former une boîte.  Les utilisations traditionnelles des boîtes étaient variées et comprenaient le stockage de produits alimentaires, de vêtements et d'inhumation. Elles étaient souvent sans décoration alors que d'autres étaient décorées avec minutie.  Aujourd'hui, beaucoup sont réalisées pour les collectionneurs et peuvent être achetées dans des musées, des boutiques de cadeaux et des sites en ligne, ainsi que directement commandés à des artistes,,,. 
Les Aléou ou les Unangans d'Alaska fabriquaient des visières de chasse, appelées chagudax, à partir de bois flotté à l'aide de la méthode du bois cintré.  Les visières étaient utilisées par les chasseurs en kayak.  On dit qu'ils aidaient à éloigner les embruns marins du visage et à améliorer l'audition.  Ils étaient souvent décorés de peintures, de perles, de vibrisses de lions de mer et de figurines en ivoire.  On attribue à Andrew Gronholdt la renaissance de l’art de la sculpture du chagudax dans les années 1980.  Les artistes Unangan actuels créent des chagadux à des fins cérémonielles et les proposent également à la vente au public,.